# Косівський аеродром
Ќосівський аеродром ― приватний аеродром в с. Черганівка (Смодна) Косівського району Івано-Франківської області. Раніше тут проводились парашутні стрибки, відбувались авіашоу та показові виступи. На даний момент аеродром не сертифікований (відсутній у переліку сертифікованих ДАСУ). В радянські часи сюди здійснювались рейси на Ан-2 з Івано-Франківська через Коломию. 
Належить підприємцю та авіатору Яворському Олександру Павловичу (ПП «Явсон»). Івано-Франківська облрада вживає заходів для відновлення роботи аеродрому.

## Історія

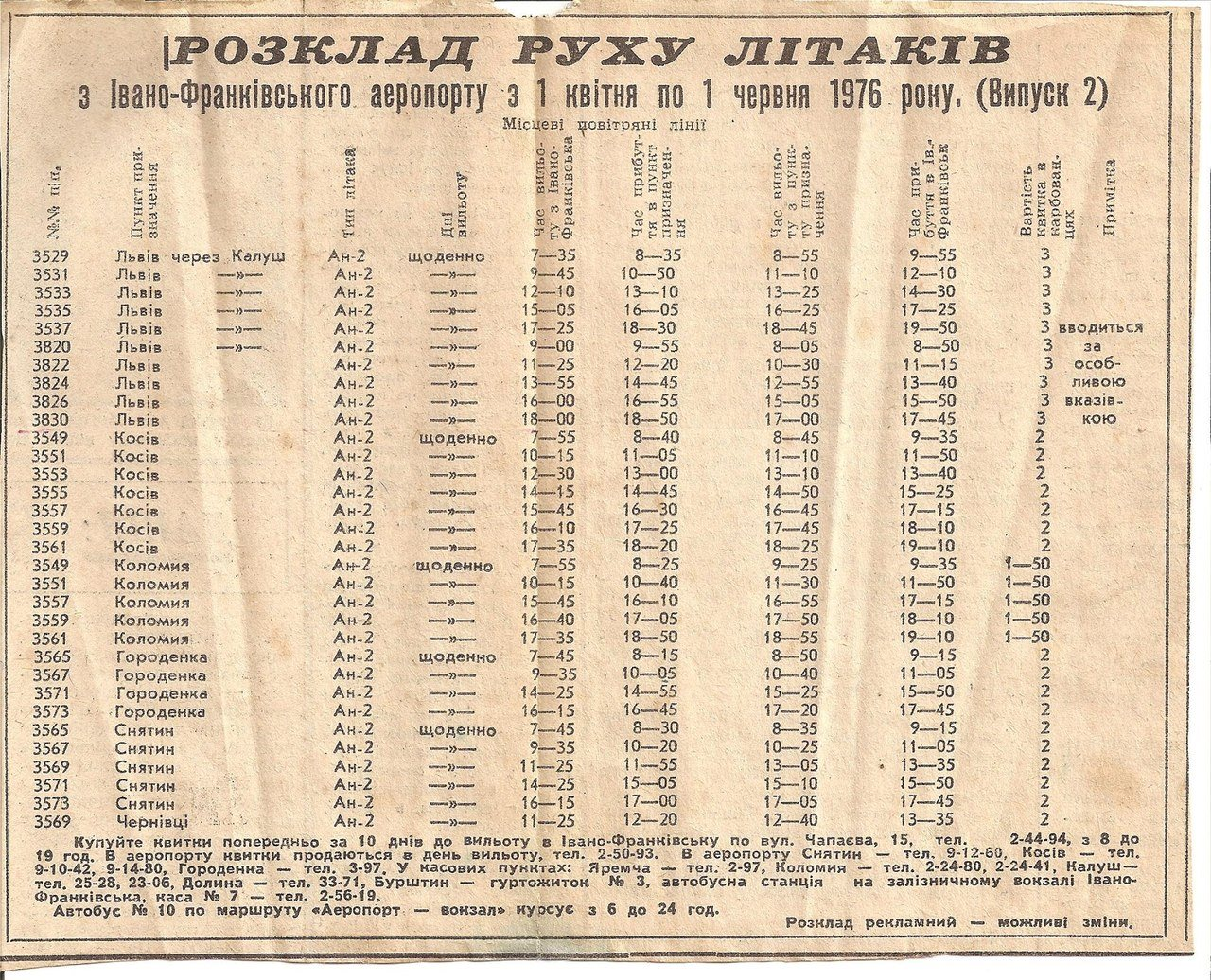
Розклад польотів Івано-Франківськ ― Косів

Повітряне сполучення на аеродромі започатковане в грудні 1962 року. Декілька разів на день виконувався літаком Ан-2 рейс Косів-Івано-Франківськ, що коштувало 2 (у 1980-х рр. ― 3) карбованці. Однак логістика добирання до самого аеродрому нівелювала всю зручність від швидкого перельоту, який тривав ~20 хв. Автобус з Івано-Франківська коштував копійки, але тривалість рейсу була 3-4 години. За спогадами мера міста Юрія Плосконоса, борти також використовувались для поштових потреб.
Першим начальником аеропорту був Василь Кабин зі авіаційним стажем 26 років. Після нього очолював це підприємство Дмитро Шкрібляк, колишній директор «Гуцульщини». Разом з ними працював Микола Мартищук, фаховий авіатор родом з с. Річка.
На початку 90-х років аеропорт завмер. У 2000 році стопчатівський підприємець Олександр Яворський на базі аеропорту «Косів» відкрив приватний аероклуб «Явсон». Сам О.Яворський володіє фігурами вищого пілотажу на літаку Як-52. У 2003 році аероклуб посів друге місце у змаганнях аероклубів України, поступившись Києву.

## Дивіться також
- П'ядики (аеродром)

## Додатково[5]
- Прикарпатська дитячо-юнацька спортивна асоціація малої авіації
- Польоти Явсона... над собою [Архівовано 13 жовтня 2017 у Wayback Machine.]
- Фрагмент фільму «Буси для снігової баби» [Архівовано 27 жовтня 2019 у Wayback Machine.]